# Sans Souci

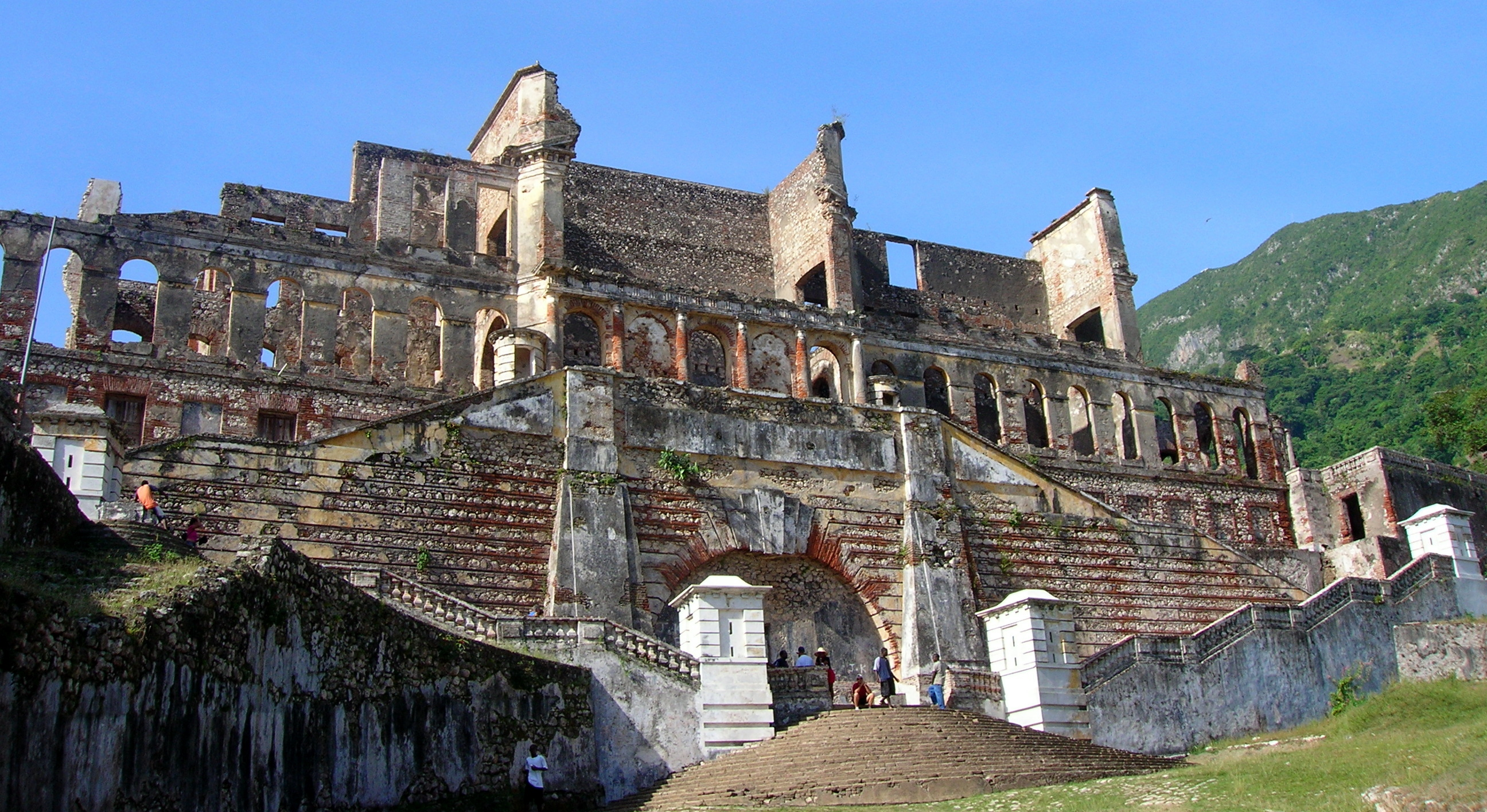
Vorderseite

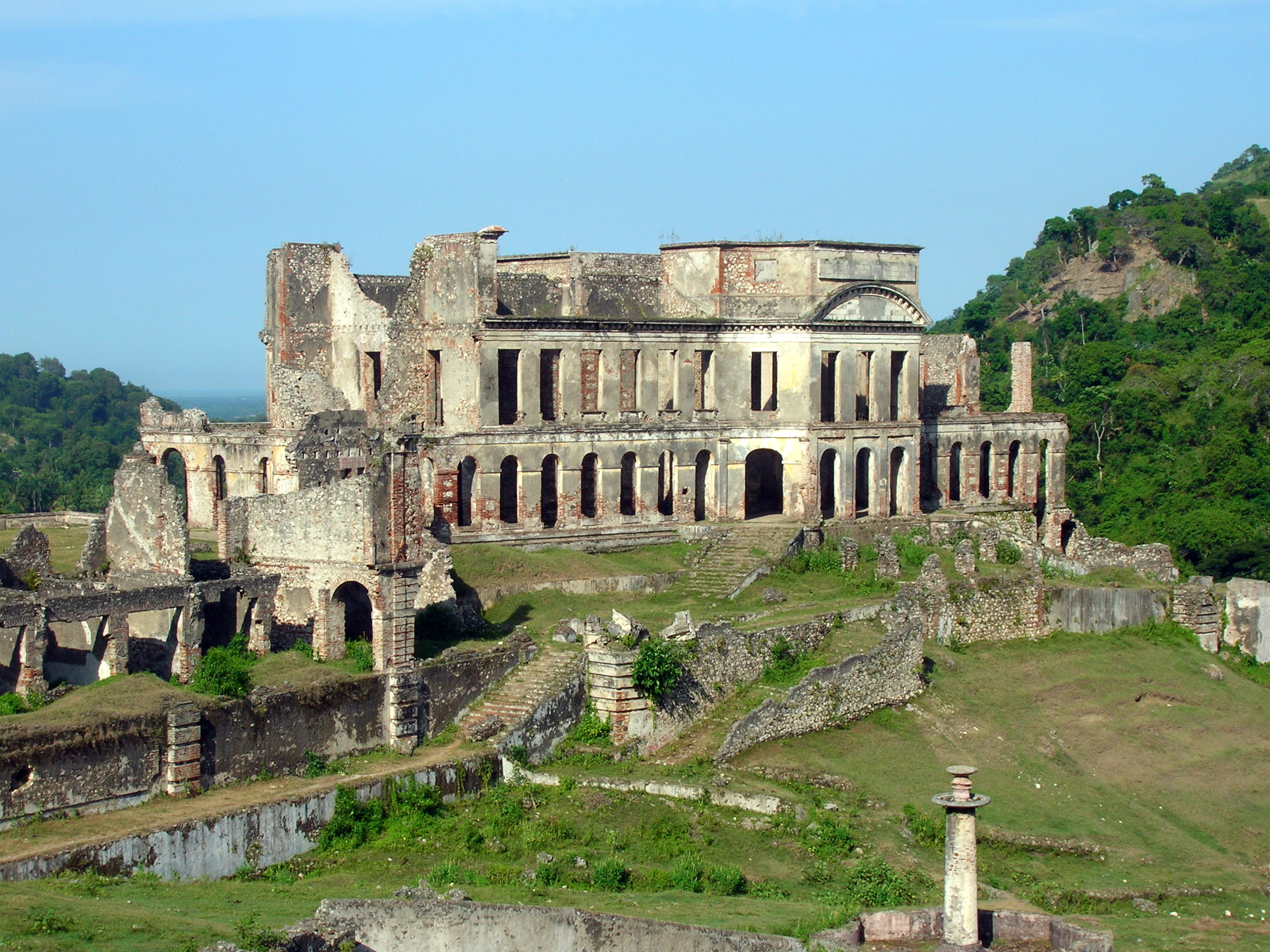
Rückseite

Die Ruinen des Palais Sans-Souci erheben sich südlich über dem Städtchen Milot auf Haiti.
Es wird allgemein angenommen, dass der Name (französisch für Ohne Sorge) und die Bauweise des Schlosses dem Schloss Sanssouci des Preußenkönigs Friedrich II. in Potsdam nachempfunden sind. Eine andere Theorie besagt, dass das Schloss nach Jean-Baptiste Sans Souci, Anführer eines Rebellentrupps in der haitianischen Revolution benannt wurde.

## Geschichte
Den Palast ließ nach der Unabhängigkeit Haitis König Heinrich I. von Haiti von 1810 bis 1813 erbauen. Für das damalige Haiti war das Bauwerk mit verschwenderischer Pracht ausgestattet und hatte eine Fußbodenkühlung. Diese bestand aus einem Röhrensystem, das von einem Gebirgsbach durchflossen wurde.
Schloss Sans Souci wurde 1842 bei einem schweren Erdbeben zerstört und nicht wieder aufgebaut. Heute ist die deckenlose Ruine dem tropischen Regen und der Sonne ausgesetzt. Zusammen mit der nahe gelegenen Zitadelle La Ferrière wurde Sans Souci 1982 zum UNESCO-Welterbe erklärt.